# Annie Coburn
Annie Coburn, née le 16 avril 1856 à Fremont et morte le 31 mai 1932 à Chicago), née Swan, connue comme Mrs L.L. Coburn, est une collectionneuse d'art et mécène américaine.
Sa collection comprenait des œuvres d'art des États-Unis et des tableaux de peintres impressionnistes français. Elle a fait don par testament de sa collection à l'Art Institute of Chicago, au Fogg Museum de l'université Harvard et au Smith College. L'Art Institute de Chicago a reçu pour sa part plus d'une centaine d'œuvres.

## Biographie
Annie Swan naît dans l'Illinois à Fremont, dans le comté de Lake en 1856 à 44 miles au nord-ouest de Chicago où sa famille déménage lorsqu'elle est enfant. Elle épouse en 1880 Lewis Larned Coburn qui avait étudié à la faculté de droit de Harvard et exerçait en tant que conseil en propriété industrielle. Il était cofondateur et président de l'Union League Club of Chicago. Le couple menait une vie fort aisée et demeurait à South Michigan Avenue. Lewis Larned Coburn meurt en 1910 et sa veuve se met à collectionner des œuvres d'art qu'elle achetait surtout à des marchands d'art new-yorkais. Elle exposait sa collection dans sa suite du Blackstone Hotel, dont les murs étaient remplis de tableaux. Elle entreposait aussi ses tableaux sur le sol et sur les fauteuils, ou posés sur les commodes. Son Midi ensoleillé, Arles de Vincent van Gogh (1888) était même glissé sous son lit...Elle n'était pas pionnière en la matière, puisqu'avant elle d'autres collectionneurs d'impressionnistes français se trouvaient à Chicago, comme Mrs Potter Palmer ou Martin Ryerson qui avaient commencé à collectionner des tableaux impressionnistes dans les années 1890. Bien que Mrs L.L. Coburn ait vécu relativement retirée, la qualité de sa collection a fait le tour des cercles professionnels et elle a permis aux historiens de l'art, aux journalistes et à d'autres personnes intéressées d'accéder à ses œuvres d'art. Un public plus large n'a pu connaître la collection que quelques semaines avant sa mort, lorsqu'une sélection des œuvres a été présentée dans une exposition à l'Art Institute of Chicago à partir du 6 avril 1932.
Elle meurt en 1932 à Chicago et est enterrée au cimetière de Graceland.

## Legs
Elle lègue sa collection par testament à l'Art Institute de Chicago, au Fogg Museum (dont L'Homme blond d'Édouard Manet, La Maison du douanier de Varengeville de Claude Monet, Chez la modiste de Renoir) et au Smith College (ce dernier héritant d'une dizaine de toiles d'artistes américains dont Childe Hassam). Ses tableaux de Renoir constituent le cœur de la collection des impressionnistes de l'Art Institute.

## Quelques œuvres léguées à l'Art Institute of Chicago
- Les Deux Avocats (Daumier)
- La Plage de Sainte-Adresse (Monet, 1867) acheté en 1923
- Portrait d'Alfred Sisley (Renoir, 1876)
- Édouard Degas et sa nièce Lucie Degas (Degas)
- Quatre études de jockey (Degas)
- Lecture de l'illustré (Manet, 1879)
- Femme au fichu noir (Manet)
- Les Deux Sœurs (Renoir, 1881) acheté en 1925
- Le Jardin du poète (Van Gogh, 1888)
- Nature morte aux tulipes et pommes (Cézanne, entre 1890 et 1897)
- Venise. Palazzo Dario (Monet)
- Les Meules (fin d'été) (Monet, 1897)

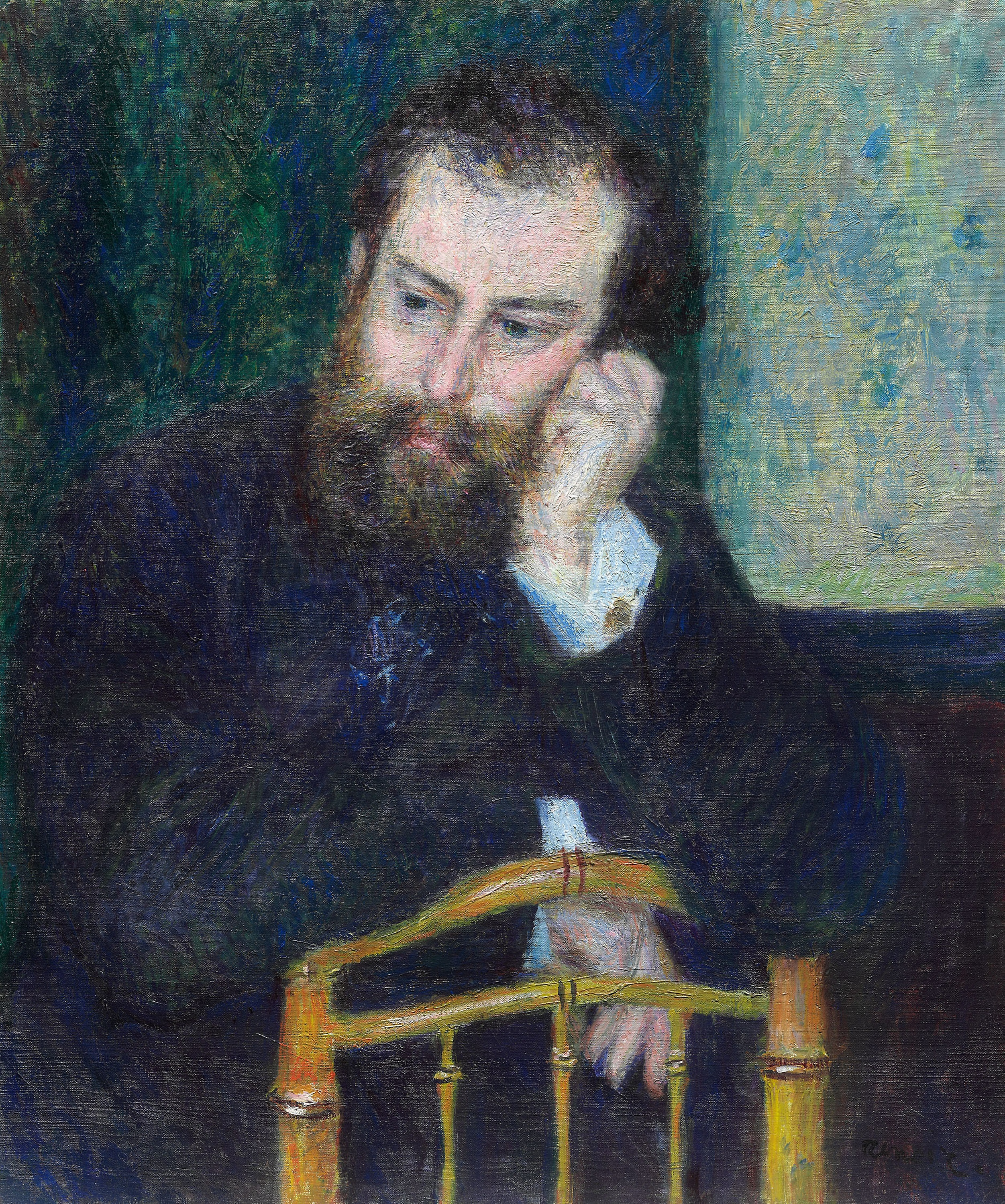
Auguste Renoir, Portrait d'Alfred Sisley, 1876
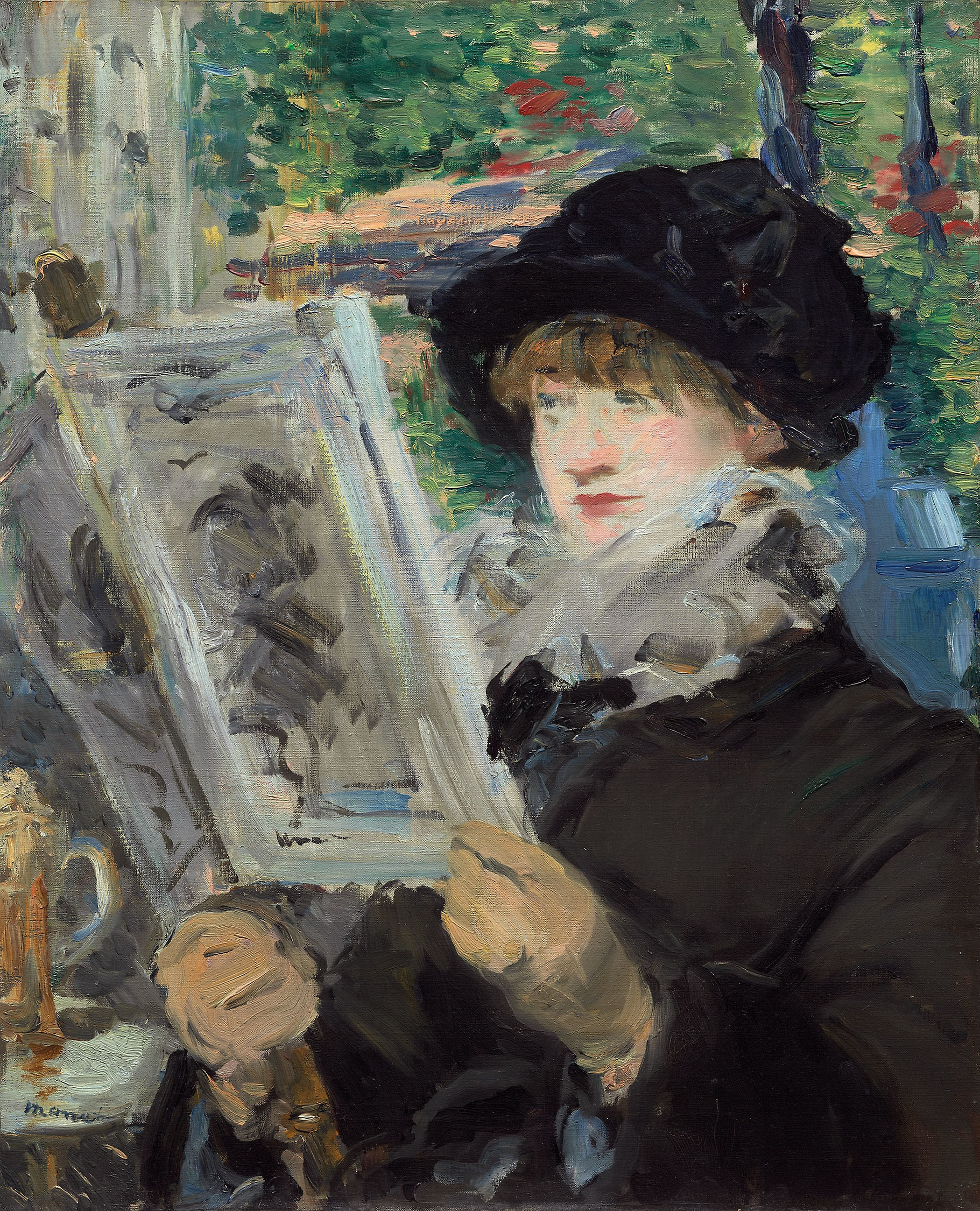
Édouard Manet, Lecture de l'illustré, 1879
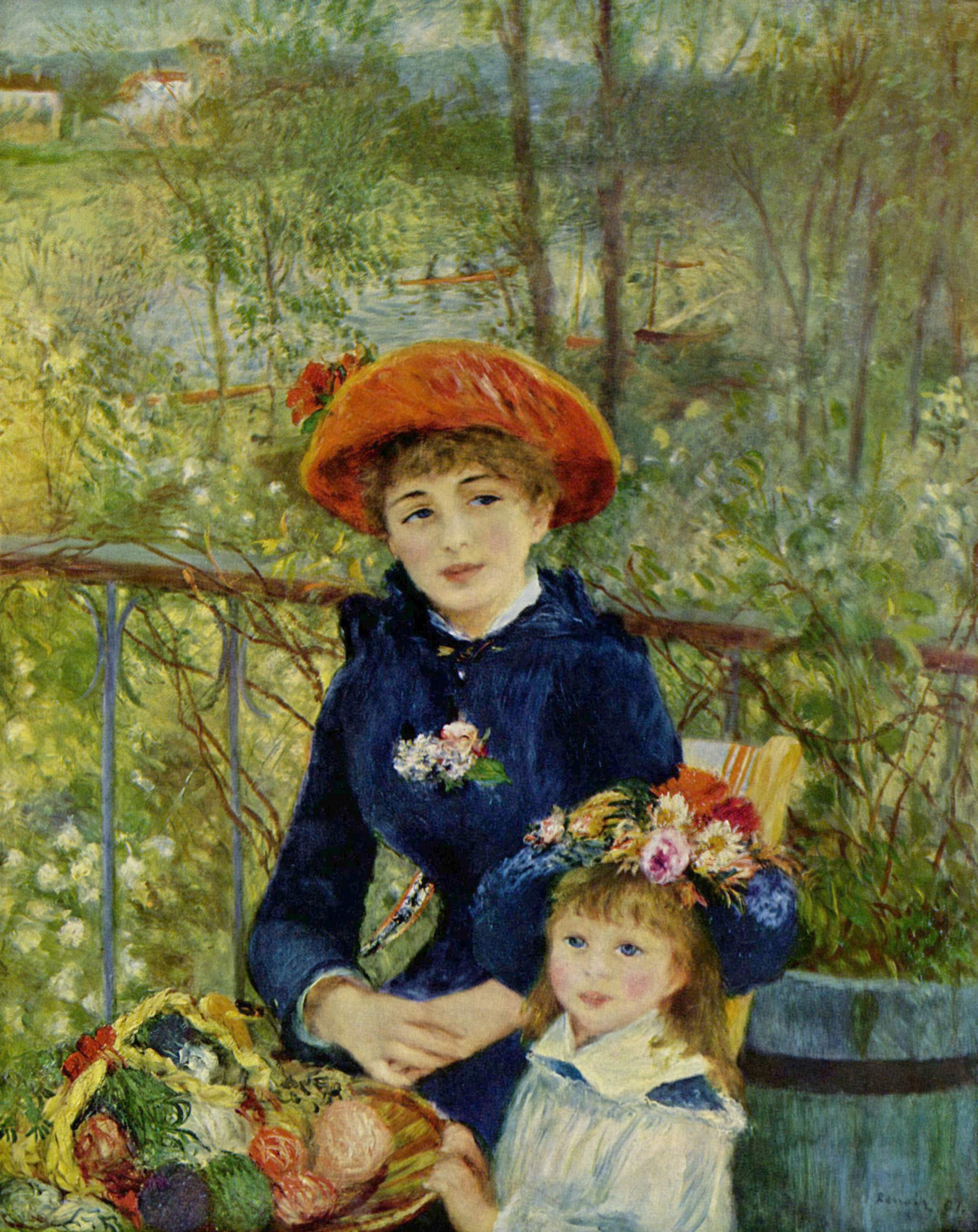
Auguste Renoir, Les Deux Sœurs, 1881
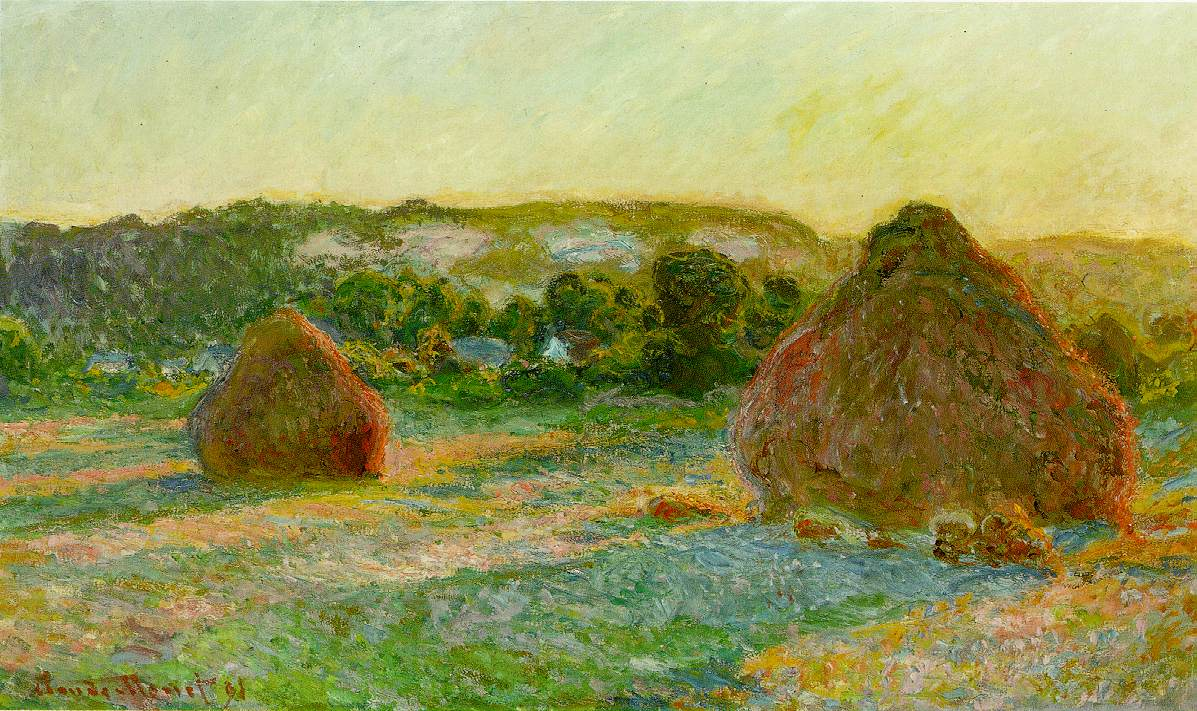
Claude Monet, Les Meules (fin d'été), 1897